# NGC 1211
NGC 1211 je galaksija u zviježđu Kit.

## Vanjske poveznice
- SEDS: NGC 1211